# Lydia Maiyo
Lydia Maiyo (ur. 3 listopada 1988) – kenijska siatkarka, grająca jako przyjmująca. Obecnie występuje w drużynie Kenya Prisons.